# Tovstolis, Cernihiv
Tovstolis (în ucraineană Товстоліс) este un sat în comuna Terehivka din raionul Cernihiv, regiunea Cernihiv, Ucraina.

## Demografie
Componența lingvistică a localității Tovstolis
     Ucraineană (96,5%)
     Rusă (3,5%)
Conform recensământului din 2001, majoritatea populației localității Tovstolis era vorbitoare de ucraineană (96,5%), existând în minoritate și vorbitori de rusă (3,5%).